# Phintella indica
Phintella indica là một loài nhện trong họ Salticidae.
Loài này thuộc chi Phintella. Phintella indica được Eugène Simon miêu tả năm 1901.